# Miguel Ángel Solá
Miguel Ángel Solá Vehil (Buenos Aires, 14 de mayo de 1950) es un actor argentino de cine, televisión y teatro.
Durante su prolífica y multipremiada carrera ha logrado una importante notoriedad internacional, y es considerado uno de los actores más destacados de Argentina y España.

## Primeros años

### Sus orígenes
Nació y se crio en Buenos Aires. Su familia, que tiene una larga vinculación con el teatro catalán -pertenece a la novena generación de actores (sexta comprobable con fotografías), emigró a principios del siglo XX a Argentina. Su padre fue durante más de 50 años jefe de boletería del Teatro Maipo de Buenos Aires (ayudó con dinero a Luis César Amadori en su compra y, como no quiso asociarse, se lo devolvió y le retribuyó con ese puesto). Su madre fue Paquita Vehil, que hasta sus últimos años trabajó en cine y teatro. 
Sus dos tíos maternos fueron actores de cine y teatro que literalmente nacieron en teatros, Juan Vehil, en el Teatro Rivera Indarte -ahora Teatro Libertador General San Martín- de Córdoba y Luisa Vehil, en el camarín del Teatro Solís de Montevideo, con la cual Solá llegó a trabajar cuando ella, con 70 años, estaba en silla de ruedas. Su abuelo materno Juan Vehil, nacido en Cataluña, fue un abogado que decidió unirse a un circo con el que viajó a Argentina con su mujer, la actriz Juana Tressols. Sus bisabuelos fueron igualmente actores: Dolores Dardés, nacida también en España y Francisco Tressols. Su hermana Mónica Vehil también fue actriz.

### Inicios
Ya siendo un bebé «participó» en una obra con su tía Luisa Vehil, El carro de la basura. De adolescente hizo alguna incursión en radio y con 11 años una voz en off para otra obra de su tía en el Teatro Liceo: Ana de los milagros; donde en 1961-2 le puso voz al hermano de Ana Sullivan. En un principio no manifestó gran atracción por el mundo del teatro. Estudió hasta terminar terciaria y licenciarse en Relaciones Humanas. Obtuvo su primer trabajo como cadete en una editorial, pero con 20 años respondió al aviso del Instituto de Arte Moderno, que necesitaba cubrir dos plazas de actores y fue elegido para el papel protagónico, iniciándose así en el teatro independiente en 1971, con la obra La noche de los ratones crueles. 
Poco después, en 1973 comenzó en televisión con una serie de unitarios con elenco rotativo titulada Lo mejor de nuestras vidas, nuestros hijos. Ese mismo año actuó en El sol y la luna y Los retratos. 
En 1974 protagonizó junto al Osvaldo Tesser la obra teatral Greta Garbo quien diría está bien y vive en Barracas de Fernando Melo, dirigida por Andrés Percivale.

### Primera etapa en Argentina
En 1976 saltó a la fama con la pieza teatral Equus de Peter Shaffer dirigido por Cecilio Madanes en el teatro Ateneo, compartiendo cartel con Duilio Marzio durante varias temporadas. La labor de Solá fue elegida por una prestigiosa revista norteamericana como el mejor trabajo actoral junto al de Anthony Hopkins. La obra se puso en escena en plena dictadura militar, y se levantó porque en La Plata sufrió un atentado.
Estuvo casado brevemente con la actriz Susú Pecoraro, con quien filmó Tacos altos(1985), ya separados, dirigidos por Sergio Renán.
Se destacó en teatro: El águila de dos cabezas de Jean Cocteau con Bárbara Mujica (dirigido por Carlos Carella en 1978), Capítulo segundo (dir. Luis Agustoni, 1979), El hombre elefante con Soledad Silveyra, con quien mantuvo una relación sentimental (dir. Emilio Alfaro, 1980-81) o Trampa mortal (dir. Daniel Tinayre, 1981-82).
En 1982-83 canjeó el dinero que la justicia le reconoció en un juicio al empresario Alejandro Romay por su labor en Equus, y prefirió, en lugar de cobrarlo, retomar la obra a las órdenes de Arturo García Buhr. 
En enero, estrena Camino negro, un texto de Oscar Viale dirigido por Laura Yussem, en el Teatro Blanca Podestá (actual Multiteatro) en el papel de un camionero que mantiene una violenta relación con su autoritaria y distante gerenta de personal (Betiana Blum). La obra, una alegoría de la Argentina de los años 80, tuvo demoras en su estreno por las condiciones políticas y sociales del país ante un texto de clara denuncia social. Durante el mismo año, trabaja en televisión para Canal 13 en "Compromiso", un ciclo de unitarios con elencos rotativos dirigido por Rodolfo Hoppe. Participa en la mayoría de sus capítulos, junto a Susú Pecoraro y Ricardo Darín, entre otros. En 1984 actúa en el filme Asesinato en el Senado de la Nación, dirigida por Juan José Jusid, interpretando al asesino y expolicía Ramón Valdés Cora, obteniendo el premio al mejor actor en el Festival Internacional del Nuevo Cine Latinoamericano de La Habana.
En 1985 entra a formar parte de "La Típica en Leve Ascenso", grupo multimediático integrado por actores, músicos, escritores, pintores, técnicos. En principio lo componían Alejandro Guanella, Fabián Luque y Oscar Righi (integrantes del Trío Mitote que luego se fusionan con el nombre de "La típica"). Posteriormente se sumarían otros: Daniel Giménez, Calvin Grassano, Oscar de la Peña, Carlos Sturze, Juan Leyrado, Alicia Leloutre y otros artistas, hasta llegar a componer un grupo creativo de 18 personas. Una de las colaboradoras fue la pintora Susana Schnicer, con quien estableció una relación sentimental. En ese contexto, desde 1986 a 1997 pone en escena hasta 15 formas diferentes de Vida, Obra, Sexo y Arte de Alberto Carlos Bustos (personaje de incomprobable existencia), una serie de espectáculos, de poesía, música, canciones y pintura, escritos, dirigidos y actuados por Solá, paralelamente a otros espectáculos en horarios de trasnoche. 
El grupo incluso publicó en 1989 un disco con canciones originales. En cooperativa, y para disponer de un espacio donde actuar, construyeron el primer teatro barrial de Buenos Aires, llamado “Callejón de los deseos”, en la calle Humahuaca, 3759. Desde su inauguración en 1993 cobijó las más diversas manifestaciones de teatro y danza, que coincidió con la época de hiperinflación y finalmente resultó muy costoso. Tras irse del país y disolverse el grupo, el teatro se vendió (todavía está en funcionamiento, ahora con el nombre "Espacio Callejón").
Esos años combina sus trabajos con La típica con otros proyectos. En teatro destaca Federico García viene a nacer, de Rodolfo Braceli, estrenada en agosto de 1986. La protagoniza en el memorable papel de Federico García Lorca, con el que obtiene una inesperada repercusión crítica y de público, renovando por meses cuando en principio se pensó para cuatro representaciones.
En 1988 es reclamado desde España para un clásico, Julio César de Shakespeare en versión de Manuel Vázquez Montalbán, dirigida por Lluís Pasqual y estrenada en marzo de ese año en el madrileño Teatro María Guerrero del Centro Dramático Nacional, donde interpreta a Marco Antonio y trabaja junto a Emilio Gutiérrez Caba entre otros.
En 1988-89 protagoniza la primera adaptación al castellano de la obra rusa Sin testigo de Sofía Prokofieva, dirigida por Inda Ledesma y junto a Susú Pecoraro. Estrenada en la primavera de 1988 también en el Teatro Blanca Podestá. Fue un éxito en Argentina e hicieron una gira internacional de 8 meses que les llevó por muchos países latinoamericanos, Nueva York y España (actuaron en el Festival de Otoño de Madrid y de gira por el país). Es en esa época cuando entra a formar parte de otro colectivo autodenominado "Errare Humanum Est", integrado por prestigiosos actores como Darío Grandinetti, Juan Leyrado, Hugo Arana y el dramaturgo Manuel González Gil. Así producen su nuevo éxito teatral entre 1990-94, Los mosqueteros del rey, una comedia escrita y dirigida por el propio González Gil. Es la historia de cuatro rascas, como llaman a los actores buscavidas. En un principio era una obra infantil, pero acabó gustando tanto a los adultos que se hizo también en horario nocturno, con récord de taquilla. Tras varios años, Solá sería reemplazado por Jorge Marrale.
En cuanto a televisión, tuvo pocas propuestas durante buena parte de la década de los ochenta. A partir de 1989 cambió esa suerte. Ese año interpretó a Pablo Podestá en Personas y personajes para ATC y poco después en 1990-1992 destacaría su trabajo en Atreverse (Telefé). Fue un ciclo televisivo semanal dirigido por Alejandro Doria, con elencos rotativos y diferentes temáticas en cada episodio. Intervino en varios, pero destacó especialmente en el capítulo "Damas y Caballeros" con su papel de Beatriz, que renegaba de su consideración de travesti, sin temer a decir grandes verdades a una familia porteña estereotipo de la política corrupta, que tenía por matriarca a la gran China Zorrilla. Con esa interpretación dejó honda huella y ganó el Martín Fierro en el rubro Mejor Actor Dramático. Fue sin duda el primer signo de aprobación de esa condición sexual en Argentina. 
Entre noviembre de 1990 y julio de 1991 se rodaron los 110 capítulos de la telenovela El oro y el barro, escrita por Jorge Bellizzi y dirigida por Diana Álvarez. Fue una coproducción hispano-argentina entre Reytel y Antena 3 TV. Se emitió entre 1991 y 1992 en el Canal 9 argentino y en Antena 3 en España, con gran éxito y muy buena acogida en ambos casos. Es la primera telenovela que trata la guerra civil española. La protagoniza Solá en el impecable papel del malvado pintor Sergio Castelli, un psicópata que lleva una doble vida. Casado con la joven española Pilar (Susana Buen), se obsesiona con una de sus hermanas menores, Mariana. Planea asesinar a su mujer y raptar a su cuñada. Intenta arruinar la vida del novio de ésta, un joven profesor (Darío Grandinetti). Las hermanas son nietas de un fascista gallego, que sufre por el amor de su hija con un republicano. Se ven obligadas a viajar a Argentina y buscan desesperadamente a su madre María Belén (Perla Santalla), amnésica a raíz de un accidente hace años. No saben que está muy cerca, en la casa del novio de Mariana. La serie ganó el premio Martín Fierro a la mejor telenovela.
En 1992, trabajando en otra serie de televisión titulada Luces y Sombras, conoce a una actriz española que realizaba una colaboración especial, Blanca Oteyza; quien le cambió la vida. Confesó que se enamoró enseguida, pero en ese momento debía terminar su larga relación de casi 10 años con Susana Schnicer, y es más de dos años después cuando pueden comenzar su historia de amor. En 1993 comparte trabajo con Blanca en Cartas de amor en cassette, su aventura televisiva más bonita por mucho tiempo. Fue una teleserie diaria de la medianoche considerada de culto, emitida por ATC Canal 7 durante 4 meses y con gran repercusión, escrita por Esther Goris y dirigida por Claudio Ferrari y Gabriel Fullone. La historia se estructura en torno a la producción de un programa cultural llamado "La mirada absoluta" y la protagoniza en el papel de Franco, que fluctúa entre dos amores: el de su mujer Helena (María Socas, con quien se le atribuyó equivocadamente una breve relación sentimental ese año) y su compañera de trabajo Sofía (Blanca Oteyza). En 1994 se le relaciona con la joven actriz de televisión Gloria Carrá, 21 años menor que él, que debuta en el cine de su mano ese año en la película Una sombra ya pronto serás de Héctor Olivera. En 1995 protagoniza su última serie de televisión de esta primera etapa argentina, "Leandro Leiva, un soñador" que de nuevo por problemas de cobro le llevó a un segundo enfrentamiento judicial de tres años contra Alejandro Romay, al mando de Canal 9. Juicio que también ganó, aunque por el camino obtuvo fama de difícil, problemático y quejoso; sufrió las críticas y el intento de boicot de una parte de la profesión y de la prensa. De hecho no volvió a hacer televisión en Argentina hasta casi 17 años después, a su vuelta de España. En el mismo año se confirma su relación con Blanca Oteyza y se casan en diciembre de ese año en secreto. Con ella tiene dos hijas: María Luz (1996) y Cayetana (2000).
Junto a Blanca continúa trabajando en varios proyectos, siendo lo más reconocido la mítica obra teatral por la que siempre serán recordados: Hoy: El diario de Adán y Eva, de Mark Twain, de la que son coautores junto al director Manuel González Gil. Al cruzarse con el libro de Twain, ofrecieron en un principio el proyecto al colectivo "Errare humanum est" al que pertenecían Solá y González Gil, proponiéndoles hacer cuatro producciones paralelas con cuatro parejas distintas partiendo de ese texto; pero los otros componentes del grupo no vieron la forma de transformarlo en teatro. Sin embargo Solá siempre quiso a esta obra desde el primer minuto que empezaron a escribirla, ya que supo desde ese instante que estaba frente al compendio de su ser y hacer actoral. Estrenan en 1995 en el teatro Coliseo Podestá de la Ciudad de La Plata, de forma muy modesta y hasta precaria, sin dinero ni apoyo. Poco a poco, gracias al "boca a boca", se convierte en un gran éxito. La crítica fue unánime: “La historia de amor más tierna y divertida jamás contada”. Fueron temporadas bonaerenses, tres importantes temporadas marplatenses en el Teatro Colón y dos giras nacionales con paso por Uruguay. En ella encarnan a dos actores de radioteatro, el uruguayo Dalmacio Avena y la intelectual española Eloísa Vallespeso, que con éxito conducen un programa radiofónico creado por ella, en el que se adaptan grandes obras de la literatura universal. Tras 6 años de éxito, en 1958 llega la última emisión, centrándose para la ocasión en una obra llena de humor inteligente, "El Diario de Adán y Eva" del insigne Mark Twain. En un segundo tiempo, un Dalmacio ya octogenario concede una entrevista radiofónica a una joven periodista, hija de la ya por entonces fallecida Eloísa (también Oteyza da vida a la periodista). Hablan de la relación que unió en el pasado a los locutores, de ese gran amor de su vida que quedó marcado a fuego en su recuerdo y que tanto le cuesta reconocer... reflexionando a la vez sobre la vejez, el amor platónico o la amistad. Una comedia romántica con un lenguaje emocional, divertido e ingenioso; y con un final sorprendente por onírico. 
El 23 de noviembre de 1995 inauguraron con esta obra el Teatro Ingeniero White, de la localidad portuaria de Buenos Aires. En ese mismo teatro, poco después se sentiría Blanca indispuesta durante otra representación, conociéndose su primer embarazo. Continuaron con la gira hasta un mes antes del parto (adaptando el vestuario de los personajes de la actriz) y la retomaron solo un mes después. En 1998 es elegida para representar a Argentina en el Festival de Otoño de Madrid, con cinco funciones en el Centro Cultural de la Villa. El éxito y los premios, junto a más de 650.000 espectadores, les acompañan hasta el final, cuando deciden dejar el país en 1999.
La pareja compartió también trabajo radiofónico en Cartas que vienen y van durante 1996-1998, en Radio Mitre y luego en El Mundo. Una idea original de Solá-Oteyza-González Gil. Los autores y productores eran Daniel Botti y Manuel González Gil, que en 1997 junto a Solá conformaron una Sociedad de Producción artística llamada: “LOS FRODOS”. Éste era un programa diario nocturno de una hora donde se mezclaba actuación con lectura junto a Nora Zinski y Jorge Mayor (lo dejaron por la enfermedad de este último, que fallecería poco después). 
En esos últimos años de su etapa argentina, mientras se truncó su convocatoria televisiva, se intensificó sin embargo su trabajo en cine.
En 1995 destaca su magistral interpretación del prestigioso Dr. Salvador Mazza en la película “Casas de fuego”, dirigida por Juan Bautista Stagnaro, que se desarrolla en el noroeste argentino de los años 20. El protagonista decide trasladarse a Jujuy con su esposa (Pastora Vega) y un equipo de colaboradores para investigar enfermedades infecciosas. Como profesional trasgresor y obsesivo, de carácter vivo y apasionado, continuó las investigaciones del Dr. Chagas en Brasil, quien relacionó la sintomatología de la enfermedad y muerte por problemas cardiacos, con un insecto portador. El Dr. Mazza renuncia a su cargo universitario y desarrolla una importante investigación de campo. Le donan un vagón de ferrocarril y un pase libre para trasladarse por todo el país. Ahí monta un laboratorio y un consultorio completo. En su deambular por las zonas rurales, curando y educando a la población, comprueba las míseras condiciones de vida y detecta cómo sus viviendas de adobe constituyen el más importante foco de transmisión, a través de un insecto portador de hábitos nocturnos conocido como vinchuca. Dedica su vida a luchar contra su entorno: la pobreza, las carencias, la resistencia oficial y sus propios demonios. Con su esfuerzo, perseverancia y el apoyo de fieles profesionales orgullosos de haber sido sus colaboradores, Mazza logra demostrar sus teorías (expuestas primeramente por el Dr. Chagas), ganando el reconocimiento internacional. La historia se entrelaza con pinceladas de su vida personal y conyugal (posiblemente ficticias) e intenta mostrar que el mal no es exclusivo de los pobres, muriendo uno de sus colaboradores por la enfermedad (lo cual le afecta profundamente). Se muestra la puja permanente entre el poder hegemónico de la Iglesia, la sociedad hipócrita de la época y la tradición del discurso médico positivista que se resiste a considerar una enfermedad ligada a una causalidad socioeconómica. 
Entre 1997 y 1998 estrenó no menos de seis títulos. En 1997 protagoniza el corto Tape Nº 12, de Leonardo Di Cesare y Bajo bandera de Juan José Jusid, una película dramática y de suspense donde interpreta al Mayor Molina, a cargo de la investigación de la misteriosa muerte de un soldado durante el servicio militar obligatorio, enfrentándose al desprecio de su superior, el Coronel Hellman (Federico Luppi), quien oculta un importante secreto que involucra a todo el Ejército. Ya en 1998 vendría la coproducción argentino-brasileña Corazón iluminado de Héctor Babenco y el corto Azul de la Escuela de Cine de José Martínez Suárez. Picado fino, estrenada en 1998 aunque rodada en 1994, fue la ópera prima de Esteban Zaphir, a quien literalmente le regala su papel de profesor de violín. Y la película más destacable en 1998: Tango de Carlos Saura. La protagoniza en el papel de Mario Suárez, un maduro director de cine en crisis personal por el abandono de su mujer, Laura Fuentes (Cecilia Navora). Mario intenta refugiarse en la película que está rodando sobre el tango y acaba enamorándose de la joven bailarina que elige como protagonista, Elena (Mía Maestro), cuyo amante es un mafioso que ha invertido dinero en la producción, Ángelo Larroca (Juan Luis Galiardo). La película cosechó excelentes críticas, fue candidata al Globo de Oro y al Oscar a mejor película de habla no inglesa. Tuvo gran repercusión en España, Francia, Alemania y la compró Sony para distribuirla por EE. UU., Canadá y México.

### Carrera en España y temporadas de vuelta a Argentina
A finales de la década de 1990 recibió tres amenazas de muerte contra su hija María, de 2 años, por lo que en julio de ese año emigró a España, donde había trabajado algo en teatro y era conocido por sus películas (como Tango) y su labor televisiva como la serie El oro y el barro.
Nada más llegar a España trabaja en cine, en papeles protagonistas. La primera película de esta nueva etapa fue Sé quién eres, ópera prima de Patricia Ferreira estrenada en abril de 2000, donde interpreta a Mario, personaje inquietante, seductor y con una extraña enfermedad que le mantiene ingresado: el Síndrome de Korsakoff, una alteración que borra parcialmente su memoria por un shock sufrido supuestamente hacia el año 1977 (22 años de su pasado permanecen ocultos y además no retiene su presente más inmediato). Esto supone un caso de apasionante estudio para Paloma (Ana Fernández), una joven psiquiatra destinada a Galicia, quien termina sintiendo por él una mezcla de instinto protector, atracción y hasta miedo. Su malherida memoria esconde su condición de ex legionario y perturbadores actos de una trama negra que puso en riesgo la transición española. Se le otorgan los premios Francisco Rabal al mejor actor y el del Festival de Cine Romántico de Mons (Bélgica), así como la nominación al Goya a mejor actor principal. 
En febrero de 2000 finaliza el rodaje en Palencia de Plenilunio, cine negro del bilbaíno Imanol Uribe; adaptación de la novela policíaca homónima de Antonio Muñoz Molina con un reparto en estado de gracia. Su papel protagonista -sobrio y cautivador a partes iguales- es el de Manuel, un inspector de policía con un traumático pasado marcado por amenazas terroristas en Euskadi que le condujeron al alcoholismo superado y provocaron el internamiento de su mujer (Charo López) en un centro de salud mental. Recién llegado a su nuevo destino -una pequeña ciudad de provincias- se enfrenta a la investigación del brutal asesinato de una niña y de otro intento fallido de asesinato. Llega a obsesionarse por el espantoso suceso, poniendo especial empeño en lograr el arresto del atormentado asesino, cargado de represión e ira interior de lo más enfermiza (Juan Diego Botto). Al tiempo se enamora de la profesora de la niña asesinada (Adriana Ozores), una maestra honesta y directa que ha superado la traición y el abandono de su marido, intentando convivir armoniosamente con la soledad. Es una historia de amor maduro entrecortada (aunque con final abierto) tras el alta médica y la vuelta a casa de la mujer de él. La amenaza implícita de ETA al policía está de trasfondo, y de hecho casi al final de la película le intentan asesinar a tiros en plena calle. Merece mención la participación de Fernando Fernán Gómez, como sacerdote rojo que fue maestro del inspector. La película se presenta fuera de concurso en el Festival de cine de San Sebastián y es estrenada en septiembre de 2000. 
Casi al año de instalarse en España, en mayo-junio de 2000 vuelve a Argentina junto a su mujer para rodar una película que sería estrenada en 2001, El amor y el espanto de Juan Carlos Desanzo, la cual protagoniza Solá en el papel de un Borges ficticio de 46 años, en un momento conflictivo de su vida, el único hecho verídico y que dispara la trama: cuando el peronismo llega al poder y se le anuncia que lo van a trasladar de la Biblioteca Municipal José Mármol a otra dependencia como 'Director de aves, conejos y huevos'. Esta injuria le genera miedo y paranoia. Lo siguiente es pura ficción, enfrentándose a los personajes que creó en sus novelas (como ocurre con su enamorada Beatriz Viterbo, protagonista de "El Aleph" -papel de Blanca Oteyza-, que termina traicionándolo). 
Poco después Solá vuelve a rodar en su país una coproducción hispano-argentina (entre la división cine de Telefé y la empresa española Tesela), a las órdenes de Eduardo Mignogna. Se trata de la adaptación de la novela homónima del propio director, La fuga. En octubre de ese mismo año 2000 comienza el rodaje en el presidio ya clausurado de Ushuaia, en el pabellón 3 (el más antiguo) y en uno de los patios de la cárcel fueguina, la prisión de la ciudad del fin del mundo. El rodaje continuaría en Buenos Aires. La protagoniza encarnando a Laureano Irala, alias El Taita, un estafador preso en 1928 en la Penitenciaría Nacional de Buenos Aires y artífice junto a otros 6 compañeros de una fuga. Es respetado dentro del grupo y una de sus cabezas pensantes, además de una suerte de narrador dentro de la película. Desemboca en el mismo lugar de donde salió para fugarse a través de un túnel, una carbonería, quedando como compañía del viejito dueño del lugar (que enviudó precisamente por el susto que sufrió su mujer por la propia fuga y ello pesa en la conciencia de Laureano). Esta película se presenta en septiembre de 2001 en el festival de cine de San Sebastián y gana el Goya a la mejor película extranjera de habla hispana (2001).
Continúa en España trabajando en cine. En 2001 estrena Fausto 5.0, de Álex Ollé, Isidro Ortiz y Carlos Padrisa, película de La Fura dels Baus escrita por Fernando León de Aranoa y rodada en Barcelona. Él encarna al doctor Fausto, un prestigioso doctor de enfermos terminales que no soporta no poder controlar los mecanismos internos de la vida y que vive exclusivamente por y para su trabajo. Acude a una convención médica donde se encuentra a Santos (Eduard Fernández), un antiguo paciente, enigmático, seductor e imprevisible, desahuciado por él ocho años atrás, cuando le diagnosticó cáncer y le pronosticó que solo le quedaban tres meses de vida; pero se equivocó. A partir de ese momento Santos se convierte en su sombra y contrapunto. Le introduce en el mundo de los sueños, ofreciéndole la posibilidad de concederle todos sus deseos. Finalmente, el personaje de Julia (Najwa Nimri) conseguirá alumbrar la vida de este inolvidable personaje.
Llegarían más títulos cinematográficos, como La playa de los galgos, El alquimista impaciente o la coproducción hispano-argentina La puta y la ballena de Luis Puenzo, rodada íntegramente en Argentina a principios de 2003 (en Buenos Aires y en Península Valdés) y estrenada en mayo de 2004, donde trabaja junto a Aitana Sánchez Gijón y Leonardo Sbaraglia. En ella interpreta a Suárez, un personaje de 1934, dueño de un burdel, ciego y cocainómano. Con su mujer Blanca Oteyza compartió cine también en España: Octavia en 2002, dirigida por Basilio Martín Patino, ese mismo año en el cortometraje rodado en Bilbao Terminal, un conmovedor drama urbano de Aitzol Aramaio (premio al mejor cortometraje europeo en Brest European Short Film Festival en 2002 y premio del público en Venecia) y en 2004, dirigidos por José Luis Garci participan en el reparto coral de Tiovivo C. 1950.
Pero muy especialmente continuó compartiendo teatro con su pareja. En esos primeros años en España rechazó interesantes proyectos de teatro (Los puentes de Madison, El alcalde de Zalamea...) porque su objetivo siempre fue retomar Hoy: El diario de Adán y Eva, de Mark Twain. Tras dos intentos fallidos, el primero por un desengaño con una productora y más tarde por coincidir con la llegada de su segunda hija, el matrimonio creó una pequeña productora propia: "Loquibandia Escénica Producción y Distribución", junto al hermano de Blanca, Miguel García de Oteyza (productor ejecutivo y gerente). Es así como con producción propia, en mayo de 2003 la reestrenaron en el madrileño Teatro Bellas Artes. Recorrieron el país alcanzando más de 1.480.000 espectadores en las más de 2700 representaciones entre Argentina, Uruguay y España. Recibió por su entrañable papel de Dalmacio el premio Max al mejor actor protagonista en 2004. El 26 de septiembre de 2006 súbitamente se suspendió una gira internacional por un grave accidente del actor en la playa de Las Canteras de Las Palmas de Gran Canaria, donde estaban para representarla. Fue un terrible accidente medular al ser arrastrado por una ola de 5 metros ("mareas del Pino"). Salvó milagrosamente la vida gracias a que varios jóvenes nadaron para rescatarle. Tras una primera sospecha diagnóstica de tetraplejia, un ingreso de casi un mes en el Hospital Doctor Negrín de Gran Canaria y posteriores meses de convalecencia y tratamiento en Madrid, logró restablecerse. En agradecimiento publicó una emocionante carta en periódicos locales canarios dedicada a los que le rescataron y al personal sanitario que le atendió (especialmente "a todas mis enfermeras mías, mías, sólo mías").
En cuanto comenzó a recuperarse y todavía en proceso de rehabilitación, trabajó en televisión. En junio de 2007 retornó encarnando al teniente Sierra de la Guardia Civil, para la exitosa y multipremiada serie emitida en TVE1, Desaparecida, que se estrenó en octubre de ese año. Por este trabajo le premiaron como mejor actor protagonista en los Premios de televisión de la Unión de Actores y en el Festival Internacional de Nueva York. Después protagonizaría también su secuela, UCO (Unidad Central Operativa), emitida ya en 2009 y donde se incorporó al elenco su hija mayor, María (que por entonces tenía 12 años e interpretó a una de sus hijas en la ficción; lo que supuso para ella una primera incursión aislada en el mundo interpretativo, aunque esos capítulos finalmente nunca fueran emitidos). En 2009 estrenó una película argentino-española de suspense, El corredor nocturno, rodada en Buenos Aires, en donde interpreta a un acosador que hace la vida imposible a Leonardo Sbaraglia, dirigido por Gerardo Herrero.
Cuando pudo volver al teatro no se sentía en condiciones físicas para retomar El diario de Adán y Eva y la pareja Solá-Oteyza se volvió a unir sobre las tablas en 2009 con Por el placer de volver a verla, del dramaturgo canadiense Michael Tremblay, adaptada y dirigida también por Manuel González Gil; entrañable comedia de humor blanco e introspección, que destila nostalgia, amor y respeto; donde Solá da vida al propio autor y evoca a su madre muerta por cáncer, a la que tanto echa de menos. La madre es Nana, el papel de Blanca. Estrenaron en Avilés en octubre de 2009 y el primer estreno en Madrid previsto para enero de 2010 se tuvo que retrasar por un accidente doméstico del actor durante la madrugada de uno de los días previos al estreno. Sufrió un síncope vasovagal y se destrozó la parte izquierda de la cara al caer sobre el terrario de la tortuga de sus hijas, lo que requirió su paso por quirófano en el Hospital Ramón y Cajal, y le "dibujó" la cicatriz que lleva a la izquierda de la boca. A los dos meses volvió al trabajo. Fueron tres temporadas en Madrid y giras por el país. En ese tiempo sufre otro revés de salud por la rotura de tendones del manguito de los rotadores de un hombro, con lo que tiene que lidiar mientras representa la obra. Según sus propias palabras, los últimos meses de esa gira fueron para él un infierno, al ser incapaz de controlar el dolor y sentir miedo escénico por primera vez en su vida (por la inseguridad que le producía su estado físico, aunque tiempo después se entendería que a todo ello se sumó además una profunda crisis en su matrimonio que a él le pilló por sorpresa).
El fin de esa gira llegaría el 3 de diciembre de 2011 en Gijón y coincidió con el inicio de un nuevo proyecto teatral en el que se embarca el matrimonio. En esa ocasión Solá se estrena como director y dirige a Oteyza y Sergio Otegui en una obra de la holandesa Lot Vekemans, que en español titularon Antes te gustaba la lluvia. Estrenaron el 2 de diciembre de 2011 en el Teatro Palacio Valdés de Avilés y pocos días después sorprendieron a propios y extraños confirmando su separación matrimonial. Aun así continuaron colaborando en esa obra, que se estrenó en Madrid en marzo de 2012 y tuvo poco recorrido. Hasta ahí llegó la relación, ya que no se les volvió a ver juntos. Dejaron de colaborar en la productora que habían creado, y a pesar de la respuesta del público a los espectáculos que produjeron, quedaron pagando deudas (varios ayuntamientos les debían hasta 80.000 euros). 
Sumido en una profunda depresión y en una delicada situación económica, es animado por sus amigos para que a comienzos de 2012 se reuniera con La Típica en Leve Ascenso (dos de los miembros originales, Solá y Giménez, acompañados por Graciela Baquero, Enrique Quintanilla y Carlos Morera). Con ellos pone sobre las tablas una comitragedia radial telefónica teatralizada que transcurre en 1950, Como por un tubo. Así rinde homenaje a la radio y música argentinas. En ella canta, actúa y se luce en la percusión y en la guitarra. Aquí Solá vuelve a dar vida al polifacético artista Alberto Carlos Bustos, que en esta ocasión le sirve no solo de excusa para montar la obra, sino como terapia, ya que se trata de un hombre abandonado por una mujer, que va viviendo la transición del desamor al regreso del amor. La obra la escribió en 5 días y no fue ensayada nunca, al menos de la forma tradicional. Lo más que ensayaron fue por teléfono dada la distancia que les separaba. Bajo su dirección, la puesta en escena se adaptó por la falta de medios y aprovechó la escenografía de otras obras. Estrenan en marzo de 2012 en el Teatro Infanta Isabel de Madrid y a mediados de abril pasan al Teatro Lara, donde al término de una de las representaciones en el mes de junio, un amigo común -el conocido peluquero argentino Mauro Gastón- le presenta a una joven actriz de televisión, la madrileña Paula Cancio, 34 años menor, con la que comienza una relación (en principio por correo electrónico según confesaron después). A los tres meses ella queda embarazada y llegó su hija Adriana en julio de 2013. 
Durante 2012 y 2013 pasa temporadas en Argentina. Vuelve en agosto de 2012 al teatro Sha de Buenos Aires durante tres semanas, donde lleva 12 funciones de su espectáculo Como por un tubo con La Típica. Además, en televisión materializa un proyecto que le fascinó nada más leer el guion: Germán, últimas viñetas estrenada en abril de 2013 para Canal 7 y dirigida por Cristian Bernard, Flavio Nardini y Federico Sosa. Es una serie de 13 capítulos ganadora del concurso de ficciones TDA, que protagoniza encarnando a Héctor Germán Oesterheld en sus últimos años (comienzos de los 70), desde sus experiencias editoriales hasta su trágico final. Curiosamente ese personaje se lo habían ofrecido ya en otras ocasiones para televisión y cine, sin que se dieran las circunstancias propicias en su momento para poder interpretarlo. En numerosas ocasiones ha manifestado su profundo agradecimiento por lo que supuso esta serie para él, ya que le brindaron la posibilidad de volver a Argentina en ese momento personal difícil que estaba atravesando y que sus compañeros le ayudaron a superar. Le supuso hasta 7 premios internacionales como mejor actor y su vuelta a la televisión argentina después de muchos años (aunque la serie española Desaparecida se había distribuido allá con el nombre de "Bruno Sierra, el rostro de la ley" y así llegó al público argentino a través de Canal 7, donde se había estrenado en julio de 2009 con muy buena aceptación, con cuotas del 22% de audiencia). Participa además en la ficción policial ¿Quién mató al Bebe Uriarte?, 13 capítulos rodados en 2012 íntegramente en Santa Fe y emitidos ya en 2014. Es protagonizada por Adrián Navarro y en ella interpreta al propio Bebe (Esteban Uriarte), controvertido personaje de la noche que aparece asesinado en el primer capítulo (mejor serie de ficción Martín Fierro Federal 2014). 
Volvió a España para ensayar su siguiente proyecto teatral, que estrena en la Sala Verde de los teatros del Canal de Madrid en diciembre de 2012. Se trata de una coproducción hispano-argentina en forma de thriller teatral, una especie de juego psicológico en el que hasta el mismo final, nada es lo que parece: El veneno del teatro junto a su amigo, el también argentino radicado en España Daniel Freire, dirigidos por Mario Gas con texto de Rodolf Sirera. En este caso interpreta a un extravagante aristócrata que somete a su compañero a un cruel experimento sobre realidad y representación, en relación con el tema de la muerte. A principios de 2013 la llevan a Argentina obteniendo excelentes críticas. Hacen temporada de tres meses de verano en el teatro Maipo de Buenos Aires (tan especial para él por lo que le recuerda a su padre e infancia) y un mes de gira por el interior del país y Montevideo. 
En ese tiempo participa en tres episodios del ciclo televisivo Historias de corazón (no relacionados entre sí, en diferentes roles). La emisión se adelanta al estreno de Germán, últimas viñetas, así que este trabajo es realmente el que supuso su regreso a la televisión argentina. El primero en febrero de 2013 fue "La sierra de los Benteveos", donde interpreta a "Guillermo", un campesino de la sierra recién abandonado por su esposa que regenta una cabaña rural. Allí se hospeda una escritora (Graciela -Virginia Lago-) y entre ellos surge una inesperada relación de amor maduro. Los otros dos episodios fueron: "La mujer deseada" (en el papel de "Raúl", un ginecólogo que atiende a una paciente embarazada con cierto trastorno que le lleva a obsesionarse con él y a confundir los términos de su relación. Aquí coincide de nuevo con María Socas, y vuelven a ser marido y mujer en la ficción, 20 años después de "Cartas de amor en cassette") y "Sangre de mi sangre" (sobre la problemática de las transfusiones de sangre en una paciente testigo de Jehová que sufre un gravísimo atropello y requiere una operación con transfusión sanguínea. Solá interpreta a su padre "Miguel", que lucha sin éxito por hacerla entrar en razón).
De vuelta a España, y coincidiendo con su nueva paternidad, vuelve a dirigir teatro, ya que a petición de los actores Fernando Guillén Cuervo y Ana Milán, les cede los derechos de Hoy: El diario de Adán y Eva, de Mark Twain. Llevaba años rechazando ofertas de cesión de esos derechos, sin embargo esta vez respondió afirmativamente y accede a dirigirlos. La obra se mantiene en cartel en España desde agosto de 2013 hasta principios de 2015. En septiembre de 2013 continúa con la obra El veneno del Teatro, regresando a la Sala Verde de los Teatros del Canal de Madrid hasta octubre y posteriormente de gira por España hasta 2014.
En 2014 además trabaja en cine: en mayo participa en la película Subte - Polska de Alejandro Magnone estrenada en 2016 y rodada en Argentina (donde encarna al mejor amigo del protagonista); y en España rueda dos películas estrenadas en 2015, la española Asesinos inocentes interpretando al peculiar profesor Espinosa (que pide a un alumno que lo mate a cambio de un aprobado) y por otra parte una coproducción hispano-argentina dirigida por Diego Corsini, Pasaje de vida (magistral interpretación de los últimos años de un activista argentino exiliado a España y con incipiente demencia; que le vale la nominación a los Premios Cóndor 2016 como mejor actor de reparto). Participa también a modo de colaboración especial, aportando una voz en off, en la película de producción hispano-argentina-francesa, Eva no duerme, dirigida por Pablo Agüero.
Comienza a trabajar entonces junto a su nueva pareja, Paula. De hecho ella debuta en teatro de su mano en una versión de la obra Testosterona, de la periodista y autora mexicana Sabina Berman; dirigida por Fernando Bernués (finales 2014-2015), prorrogando un mes más en el Teatro Galileo de Madrid con éxito de crítica y público. Su papel es el de Antonio, un directivo de un importante periódico que debe elegir a su sucesor entre dos aspirantes, siendo Miky (Paula) una de las opciones. Tenían propuesta para gira por España, pero le reclaman desde Argentina y apostó por volver.
Acepta una de las propuestas que le llegan desde Argentina, una muy cuidada invitación de la productora "El Árbol" para participar en una tira de 120 capítulos titulada La Leona y protagonizada por Nancy Dupláa y Pablo Echarri, en la que él tendría un importante papel, el del perverso Klaus Miller, dueño de una empresa textil con el propósito de hacerla quebrar, aquejado en secreto de una encefalopatía espongiforme, enfermedad con inminente y cruel final asegurado. Así que en marzo de 2015 vuelve a Buenos Aires junto a su nueva familia. Se instalan primero en el barrio Recoletas y luego se alquilan en el de Palermo Hollywood, ya que esta vez le permitieron organizarse para no separarles, ofreciendo un papel muy atractivo a Paula (el de amante de Solá, estando aseguradas las escenas de alto voltaje entre ellos). La serie se estrena en enero de 2016 en Telefé, con éxito de audiencia (índice de audiencia del estreno >15%), superando un extraño intento de boicot en las redes sociales, promovido por parte de punteros políticos del gobierno nacional.<Posteriormente funcionarios del macrismo se habrían comunicado con miembros de APTRA para sugerir que los protagonistas de la ficción La Leona, opositores al macrismo, no sean distinguidos en la ceremonia de los Martín Fierro de 2017.
Al tiempo que graba esa serie quiere volver al teatro argentino, pero no pueden llevar su versión de Testosterona porque coincidió que otra compañía la estrenó en Buenos Aires poco tiempo atrás, casi a la par que ellos en Madrid, y aunque esa versión argentina de Veronese no funcionó igual de bien, no era recomendable reponerla tan pronto. Además encuentra problemas con los derechos de otra obra que Paula había traducido y estaba intentando adaptar. Es entonces cuando para sorpresa de muchos, al escenógrafo Jaime Nín Uría y a su director fetiche Manuel González Gil les surgió una idea: la de producir conjuntamente una versión renovada de la obra de su vida Hoy: El diario de Adán y Eva, de Mark Twain. Tras el inicial desconcierto, Solá acepta la propuesta. Se introducen variaciones estratégicas en la dirección que enriquecen el desarrollo y la forma en que se concatenan las escenas. Aportan nuevos textos en la que viene a ser su versión número 27. Así regalan al público datos puntuales del vínculo entre los entrañables Dalmacio y Eloísa, añadiendo en medio de la obra un tercer tiempo, el entretanto en que permanecieron separados, siempre manteniendo el mismo amor y respeto. Pero el cambio más importante es claro: Eloísa y Eva toman ahora el cuerpo de Paula Cancio (también la joven periodista de la última parte, que pasa a llamarse Adriana, como guiño a la hija que tienen en común). Estrenan en junio de 2015 en el Teatro Apolo de la Avenida Corrientes de Buenos Aires. Esa primera temporada termina en noviembre con éxito de crítica, tras lo cual la representan en Sunchales (Santa Fe) y en el teatro "El Galpón" de Montevideo. Tras pasar las navidades de descanso en España, repiten 2.ª temporada en el mismo Teatro Apolo desde mediados de enero hasta marzo de 2016. A continuación, el 24 de marzo de 2016, comienza la gira nacional con tres funciones en el Teatro Colón de Mar del Plata (la primera de las cuales se la dedicó a su queridísimo amigo Willy Wüllich, exdirector del teatro fallecido en 2010). La gira les lleva a lo largo de 50.000 kilómetros por 86 ciudades entre Argentina y Uruguay. Así, el 14 de mayo celebró su 66 cumpleaños sobre las tablas del Teatro Nini Marshall, en Tigre (al norte de la provincia de Buenos Aires; un teatro que nunca antes había visitado). Al final de la representación celebraron la fecha con el público y con su hija pequeña, Adriana, sobre el escenario. Como fin de ciclo, la obra recala de nuevo y por cuatro semanas en Buenos Aires. En el teatro La Comedia se representa desde el 8 de julio hasta el 8 de agosto de 2016, fecha que se anuncia como la de su adiós definitivo.
Al poco de comenzar esa gira, la combina con cine. En mayo de 2016 comienza en Madrid el rodaje de una nueva coproducción entre España y Argentina (el rodaje seguirá en Buenos Aires). Es un trepidante thriller titulado Dismissal (despido procedente), dirigido por Lucas Figueroa, argentino radicado en España. Aquí trabaja junto a Imanol Arias (protagonista), Darío Grandinetti, Hugo Silva y también junto a su pareja, Paula Cancio (para quien es su segunda película tras Felices 140, repitiendo con papel de argentina).
Y a los pocos días de terminar la gira teatral, comienza a las órdenes de Pablo Solarz el rodaje de otra coproducción entre Argentina-España-Polonia titulada El último traje. Empieza en Argentina y continuó en Madrid, Gran Canaria, París y en la ciudad polaca de Lodz. Trabaja junto a Ángela Molina, Ernesto Alterio, Geraldine Chaplin y Natalia Verbeke entre otros. Se trata de una road movie en la que interpreta a Abraham Bursztein, un sastre judío de 88 años que sale de Buenos Aires para intentar encontrar en Polonia al amigo que le salvó de una muerte segura durante la Segunda Guerra Mundial. Pretende contarle la vida que ha tenido gracias a su inestimable ayuda y de paso, regalarle su último traje. 
Al término del rodaje vuelve a Buenos Aires, donde el 25 de octubre de 2016 es distinguido en la Legislatura de la Ciudad Autónoma de Buenos Aires como Personalidad Destacada de la Cultura, en reconocimiento a su trabajo y al gran aporte a la cultura argentina. A principios de noviembre de 2016 la familia vuelve a vivir a Madrid. Entre febrero y marzo de 2017 se rueda en Cataluña y Francia la película "La enfermedad del domingo", escrita y dirigida por Ramón Salazar. La protagonizan Bárbara Lennie y Susi Sánchez, componiendo Solá un papel secundario.
Continúa con proyectos teatrales con el mismo equipo de trabajo de "Hoy: El diario...". Vuelve a principios de febrero de 2017 a Argentina junto a su pareja Paula para la sesión de fotos del cartel publicitario, cuando aún está en el aire el poder materializar el proyecto. A pesar de las dificultades en encontrar sala en Buenos Aires, consiguen volver al teatro "La Comedia". El 28 de abril de 2017 estrenan una nueva versión de Testosterona, la obra de Sabina Berman que en 2014 representaron con éxito en Madrid, ahora bajo el título Doble o nada, con dirección de Quique Quintanilla y producción de Manuel González Gil y Jaime Nin Uria. La obra plantea hasta dónde una mujer debe adoptar actitudes masculinas para poder obtener un alto cargo de poder.

### Actividad cinematográfica
Ha participado en más de 50 películas en Argentina y España, obteniendo diversos premios.
Protagonizó filmes dirigidos por, entre otros: María Luisa Bemberg, Mario David, Sergio Renán, Alejandro Doria, Carlos Borcosque (hijo), Juan José Jusid, Hugo Fregonese y Fernando Ayala.
Se destaca en películas como El exilio de Gardel y Sur de Fernando Solanas; Tango de Carlos Saura; A dos aguas (1987); Casas de Fuego (1995); Corazón iluminado de Héctor Babenco; Bajo bandera de Jusid; La Fuga (2001); El alquimista impaciente (2002) y Arizona Sur (2004).

## Filmografía selecta
- La sombra del gato (2021, José Cicala)[5]
- Sola (2021, José Cicala)
- La casa de los conejos (2021, Valeria Selinger)
- Tampoco tan grandes (2019, Federico Sosa)
- Bajo tus pies (2018, Cristian Bernard)
- La enfermedad del domingo (2018, Ramón Salazar)
- El último traje (2017, Pablo Solarz), película hispano-argentino-polaca
- Despido procedente (Dismissal) (2017, Lucas Figueroa)
- Eva no duerme (2016; en colaboración especial)
- Subte - Polska (2016, Alejandro Magnone)
- Pasaje de vida (2015, Diego Corsini)
- Asesinos inocentes (2015, Gonzalo Bendala)
- El corredor nocturno (2009, Gerardo Herrero)
- La vida en rojo (2007, Andrés Linares)
- Va de citas (2007, Peris Romano y Rodrigo Sorogoyen)
- Háblame bajito (2005, cortometraje de Fernando Merinero)
- Arizona sur (2004)
- Tiovivo c.1950 (2004, José Luis Garci)
- Yo (2004, cortometraje de Carlos Alonso)
- La puta y la ballena (2003)
- El alquimista impaciente (2002, Patricia Ferreira)
- La playa de los galgos (2002, Mario Camus)
- Octavia (2002)
- Fausto 5.0 (2001)
- Sé quién eres (2001)
- La fuga (2001)
- El amor y el espanto (2000)
- Plenilunio (1999)
- Corazón iluminado (1998)
- Tango (1998)
- Bajo bandera (1997)
- Tape Nº 12 (1997)
- Casas de fuego (1995)
- Fotos del alma (1995)
- La nave de los locos (1995)
- Una sombra ya pronto serás (1994)
- Picado fino (1993)
- Ojos azules (1989)
- Bajo otro sol (1988)
- A dos aguas (1987)
- Sur (1987)
- Malayunta (1986)
- Prontuario de un argentino (1985)
- El exilio de Gardel (1985)
- Tacos altos (1985)
- Asesinato en el Senado de la Nación (1984)
- Los chicos de la guerra (1984)
- El grito de Celina (1983)
- No habrá más penas ni olvido (1983)
- Los enemigos (1983)
- La casa de las siete tumbas (1982)
- Momentos (1981)
- Los miedos (1980)
- …Y mañana serán hombres (1979) dir. Carlos Borcosque (hijo)
- Los médicos (1978)
- Proceso a la infamia (1978)
- Crecer de golpe (1977)
- Más allá del sol (1975)
- La Mary (1974)

#### Televisión
| Año  | Título                                     | Rol                    | Canal      | Notas |
| ---- | ------------------------------------------ | ---------------------- | ---------- | --- |
| 1971 | Ciclo de teatro argentino                  |                        | Canal 7    | Ep: "El traspié" |
| 1972 | Las grandes novelas                        |                        | Canal 7    | Ep: "El mal metafìsico" |
| 1972 | Alta Comedia                               |                        | Canal 9    | Ep: "Como tú me deseas" Ep: "El mar profundo y azul" Ep: "¿Quién mató a María Raquel?"                                                        |
| 1973 | Platea 7                                   |                        | Canal 7    | Ep: "Tartufo" |
| 1973 | Y... ellos visten de negro                 | Guillermo              | Canal 7    | |
| 1973 | Teatro Argentino                           | Estudiante             | Canal 7    | Ep: "Calandria" |
| 1973 | Teatro Argentino                           | Dositeo                | Canal 7    | Ep: "Un distinguido ciudadano" |
| 1973 | Lo mejor de nuestra vida... Nuestros hijos |                        | Canal 9    | |
| 1974 | El teatro de Jorge Sarlcedo                |                        | Canal 11   | Ep: "No es cuento lo de Hugo, el colono" Ep: "Funes, caballero culto y fotógrafo" Ep: "El coraje de un cobarde" Ep: "Aníbal Méndez, trepador" |
| 1979 | Novia de vacaciones                        | Jaime                  | Canal 13   | |
| 1980 | Un día 32 en San Telmo                     | Pastor                 | Canal 9    | |
| 1982 | Como en el teatro                          | Varios                 | ATC        | |
| 1982 | El mundo del espectáculo                   |                        | Canal 13   | Ep: "El enigma" |
| 1982 | Nosotros y los miedos                      | Varios                 | Canal 9    | |
| 1983 | Compromiso                                 | Varios                 | Canal 13   | |
| 1984 | Los Gringos                                |                        | ATC        | |
| 1987 | Ficciones                                  |                        | ATC        | |
| 1989 | Personas y personajes                      |                        | ATC        | |
| 1990 | Atreverse                                  | Varios                 | Telefe     | |
| 1991 | Desde adentro                              |                        | Canal 13   | |
| 1992 | El Oro y el Barro                          | Castelli               | Canal 9    | |
| 1992 | Amores                                     | Varios                 | Telefe     | |
| 1993 | Luces y Sombras                            |                        | ATC        | |
| 1993 | Cartas de amor en cassete                  |                        | ATC        | |
| 1995 | Leandro Leiva, un soñador                  |                        | Canal 9    | |
| 1995 | Alta Comedia                               |                        | Canal 9    | Ep: "Milagro de amor" |
| 2005 | Lobos                                      | Alonso Soares          | Antena 3   | |
| 2007 | Desaparecida                               | Teniente Sierra        | La 1       | |
| 2009 | UCO (serie de televisión)                  | Capitán Sierra         | La 1       | |
| 2012 | ¿Quién mató al Bebe Uriarte?               | Esteban "Bebe" Uriarte | TV Pública | |
| 2013 | Historias de corazón                       | Varios                 | Telefe     | Ep: "La sierra de los benteveos" Ep: "La mujer deseada" Ep: "Sangre de mi sangre"                                                             |
| 2016 | La Leona                                   | Klaus Miller           | Telefe     | |
| 2018 | Un gallo para Esculapio                    |                        | Telefe     | |

#### Videoclips
- 1997: Ojo con los Orozco, León Gieco

#### Premios
- Premios Goya
  - 2000: Mejor actor
- Premios Ondas
  - 1992: Mejor actor por “Será justicia” de Cernadas, del ciclo “Atreverse”
- Premios Martín Fierro
  - 2017: Mejor actor de reparto por "La Leona"
  - 1990-1991: Mejor actor por "Atreverse"
- Premios Cóndor de Plata
  - 2010: Mejor actor por "El corredor nocturno"
  - 2005: Mejor actor por "La puta y la ballena"
  - 2002: Mejor actor por "El amor y el espanto"
  - 2000: Mejor actor por "Sé quién eres"
  - 1997: Premio de la Crítica por "Bajo bandera"
  - 1996: Premio de la Crítica por "Casas de fuego"
  - 1984: Premio de la Crítica y Mejor actor por "Asesinato en el Senado de la Nación"
- Premios de la Unión de Actores
  - 2008: Mejor actor por "Desaparecida"
  - 2003: Mejor actor por "Hoy: El Diario de Adán y Eva"
- Premios Max
  - 2004: Mejor actor por "Hoy: El Diario de Adán y Eva"
- Premios Konex
  - 2001: Diploma al Mérito como Mejor actor de cine de la década 1991/2000.
  - 1991: Konex de platino al Mejor actor dramático en cine y teatro de la década 1981/90.
- Premios Fantasporto
  - 2002: "En el Festival Internacional de Oporto"
- Premios Platea del Círculo cinematográfico
  - 1987:	Mejor actor por “A dos aguas”
  - 1986:	Mejor actor por “Malayunta”
  - 1985:	Mejor actor por “El exilio de Gardel”
  - 1984:	Mejor actor por “Asesinato en el Senado de la Nación”
  - 1983:	Mejor actor por “No habrá más pena ni olvido”
- Premios Sin Cortes
  - 1997: Mejor actor por “Bajo Bandera”
  - 1996: Mejor actor por “Casas de Fuego”
- Premios Prensario de la crítica argentina
  - 1987: Mejor actor por "Sur"
  - 1984: Mejor actor por “Asesinato en el Senado de la Nación”
- Premio Francisco Rabal
  - 2000: Mejor actor por "Sé quién eres"
- Premios Festival de Cartagena
  - 1986: Mejor actor por "Malayunta"
- Premios Coral
  - 1997: Mejor actor por "Bajo bandera"
  - 1984: Mejor actor por “Asesinato en el Senado de la Nación”
- Premios en Festivales Internacionales
  - 1998: Cinematográfico de Asunción - Mejor actor
  - 1996: Cine, Locarno e Iberoamericano de Salta - Mejor actor por "Casas de fuego"
  - 1995: Cinematográfico de Biarritz - Mejor actor por “Una sombra ya Pronto Serás”
  - 1987: Cine independiente latinoamericano de Atlanta - Especial del jurado en Mejor actor por "Dos aguas"
  - 1984: Rosario - Mejor actor por “Asesinato en el Senado de la Nación”
- Premio Círculo de Escritores Cinematográficos de España
  - 2002: Mejor actor por "Fausto 5.0"
  - 2000: Mejor actor por "Plenilunio"
- Otros galardones
  - 1997:	Premio SPACE MILLENIUM - Mejor actor por “Bajo Bandera”
  - 1995:	Premio A.C.C.A. Argentina - Mejor Actor por “Una Sombra ya Pronto Serás”
  - 1985:	Premios de la Asociación de Críticos de Cine - Mejor actor por “El exilio de Gardel”